# Чёрный саймири
Чёрный саймири (лат. Saimiri vanzolinii) — вид приматов семейства цепкохвостых обезьян, обитающих в Южной Америке. Видовое латинское название дано в честь бразильского зоолога Паулу Ванзолини.

## Классификация
Классификация саймири дискуссионна. Некоторыми экспертами чёрные саймири рассматриваются в качестве подвида Saimiri boliviensis, тогда как другие выделяют их в отдельный вид.

## Описание
Средняя длина взрослой особи 31,75 см, средняя длина хвоста 40,64 см. Шерсть короткая, густая, чёрного или тёмно-серого цвета, руки и ноги жёлтые или красноватые. Кожа вокруг рта и носа чёрная, безволосая. Вес от 0,68 до 1,13 кг. Выражен половой диморфизм: самцы крупнее самок.

## Распространение
Ареал небольшой, заключён между реками Жапура и Солимойнс.

## Поведение
В рационе в основном фрукты и насекомые. Проводят 75 — 80 % времени в поисках пищи. Во время сухого сезона рацион практически полностью состоит из животной пищи.
Образуют крупные группы, в которых может быть до 100 особей (обычно от 20 до 75). Спаривание и размножение сезонное, сезон размножения длится не более двух месяцев. В помёте обычно один детёныш.

## Статус популяции
Международный союз охраны природы присвоил виду охранный статус «Уязвимый». Основные угрозы популяции — охота и разрушение среды обитания. Плотность популяции составляет 2,8 группы на км².